# الصندوق الوطني للضمان الاجتماعي (تونس)

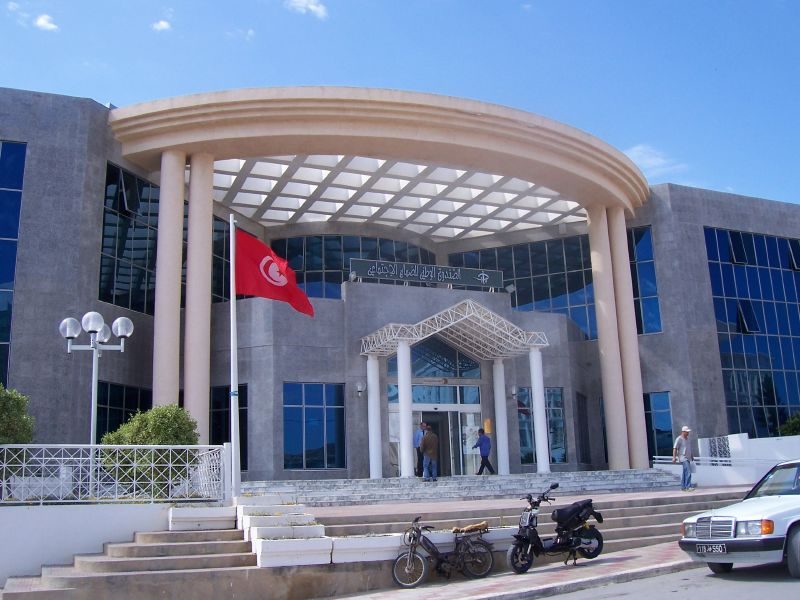
مقر الصندوق الوطني للضمان الاجتماعي

الصندوق الوطني للضمان الاجتماعي (بالفرنسية: Caisse nationale de sécurité sociale أو اختصارا CNSS) هي مؤسسة تونسية مختصة في الضمان الاجتماعي والمنصوص عليه في القانون 60ء30 المؤرخ في 14 ديسمبر 1960.

جاء الصندوق الوطني للضمان الاجتماعي بعد الصندوق المركزي للفوائد الاجتماعية الذي أسس في أواخر سنة 1958، الذي بدوره جاء بعد شركات خاصة في قانون 8 يونيو 1944 وهم:
- الصندوق المهني لتعويد التعويضات العائلية في تونس.
- صندوق التعويضات العائلية في المناجم.
- صندوق الضمان الاجتماعي وتعويض المباني، والأشغال العامة والموانئ وأحواض السفن.

## الأنظمة
المستفدين من نظام العمال الغير مزارعين هم العمال في قطاعات الصناعة والتجارة والخدمات والصيد البحري العاملين في قوارب لا تتجاوز حمولتها الإجمالية 30 طن، هذا النظام يطبق على الصيادين منذ 1977. نسبة المساهمات تساوي 26.75% موزعة كما يلي:
- حصة صاحب العمل: 17,07% (منهم 0.5% من قبل الدولة).
- حصة الأجور:9,68%.
- حادث عمل يتحمله صاحب العمل ويختلف معدله وفقا للقطاع (متناسبة مع خطر وقوع حادث في العمل) ابتداء من 0.4٪.

## روابط خارجية
- الموقع الرسمي للصندوق الوطني للضمان الاجتماعي.